# Ilari Melart
Ilari Melart (* 11. Februar 1989 in Helsinki) ist ein finnischer Eishockeyspieler, der seit Mai 2022 erneut beim Helsingfors IFK aus der finnischen Liiga unter Vertrag steht und dort auf der Position des Verteidigers spielt. Mit dem Helsingfors IFK gewann Melart im Jahr 2011 die Finnische Meisterschaft, ebenso wie mit den Växjö Lakers zehn Jahre später die Schwedische Meisterschaft.

## Karriere

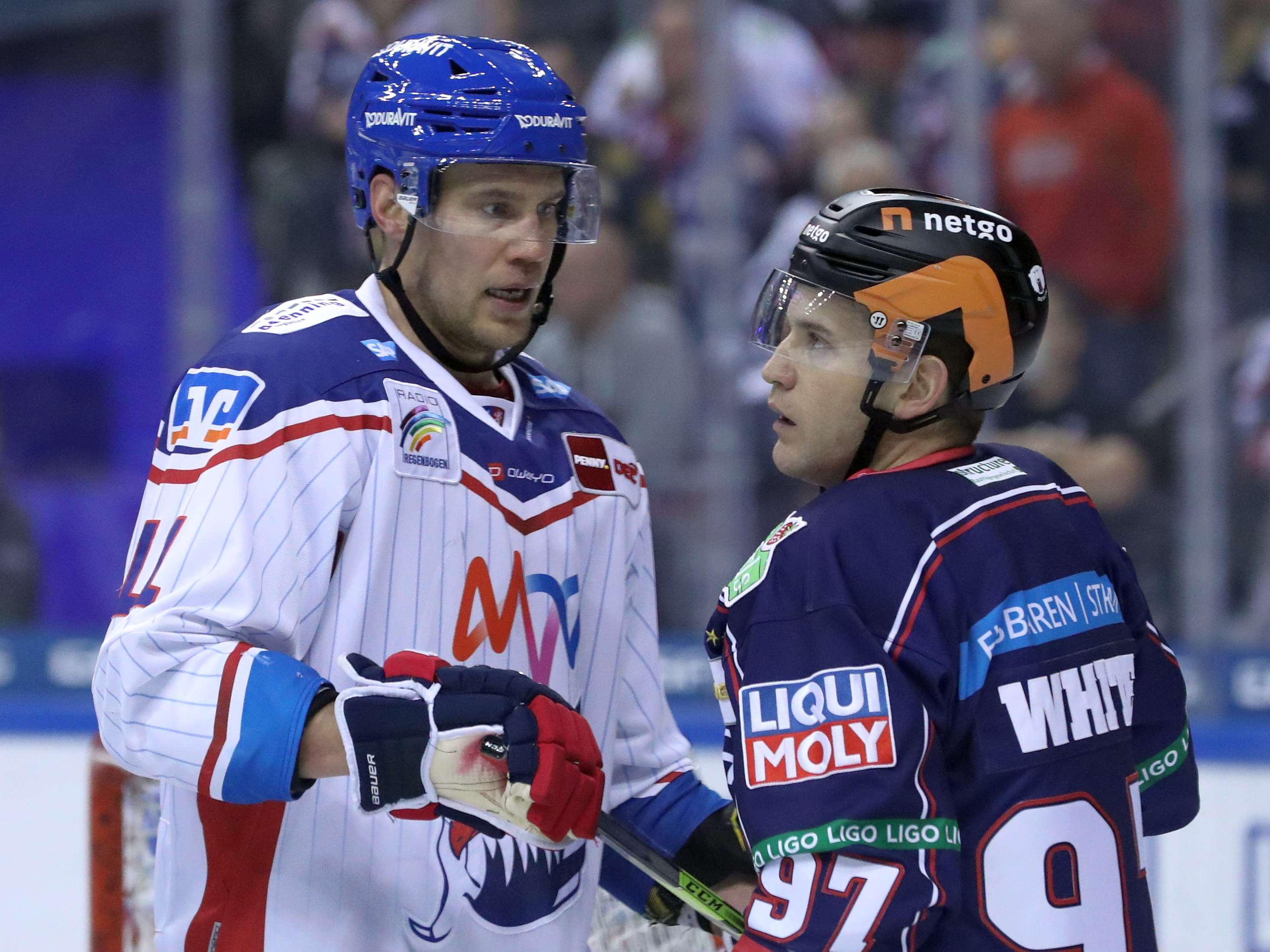
Melart (links) mit Matt White von den Eisbären Berlin

Ilari Melart begann seine Karriere als Eishockeyspieler in seiner Heimatstadt in der Nachwuchsabteilung des Helsingfors IFK. In der Saison 2005/06 spielte er zwischenzeitlich in den Vereinigten Staaten für die Mannschaft der Harwood Union High School, ehe er zum HIFK zurückkehrte. In der Saison 2008/09 gab der Verteidiger sein Debüt für die Profimannschaft von HIFK Helsinki in der SM-liiga. In seinem Rookiejahr erzielte er in 27 Spielen je ein Tor und eine Vorlage. In der Folgezeit spielte Melart weiterhin regelmäßig in der SM-liiga-Mannschaft des Vereins und gewann mit HIFK in der Saison 2010/11 den Finnischen Meistertitel. Von 2008 bis 2011 spielte er zudem als Leihspieler für Kiekko-Vantaa in der zweitklassigen Mestis, in der er in der Saison 2008/09 zudem in vier Spielen zwei Tore für die finnische U20-Nationalmannschaft erzielte.
Im Frühsommer 2013 erhielt er einen NHL-Einstiegsvertrag von den Columbus Blue Jackets, wurde aber zunächst bei den Springfield Falcons in der American Hockey League (AHL) eingesetzt. Im Dezember 2013 wurde er dann an den HK Jugra Chanty-Mansijsk aus der Kontinentalen Hockey-Liga (KHL) ausgeliehen. Nach dem Ende der Saison in der KHL kehrte Melart noch einmal zu den Falcons zurück und absolvierte einige Spiele in der AHL. Zur Saison 2014/15 kehrte er jedoch zum HK Jugra zurück. Zwischen Mai 2015 und Mai 2017 stand der Finne bei Luleå HF aus der Svenska Hockeyligan (SHL) unter Vertrag, anschließend jeweils zwei Jahre beim Färjestad BK und den Växjö Lakers. Mit den Lakers gewann er im Jahr 2021 den Schwedischen Meistertitel.
Ab Mai 2021 stand Melart bei den Adler Mannheim aus der Deutschen Eishockey Liga (DEL) unter Vertrag und verbrachte dort die Spielzeit 2021/22. Zur Saison 2022/23 kehrte der Abwehrspieler zu seinem Ausbildungsverein Helsingfors IFK in sein Heimatland zurück.

### International
Für Finnland nahm Melart an der U20-Junioren-Weltmeisterschaft 2009, bei der er in sechs Spielen ein Tor vorbereitete, sowie der Weltmeisterschaft 2013 teil.

## Erfolge und Auszeichnungen
- 2010 Finnischer U20-Junioren-Meister mit dem Helsingfors IFK
- 2011 Finnischer Meister mit dem Helsingfors IFK
- 2021 Schwedischer Meister mit den Växjö Lakers

## Karrierestatistik

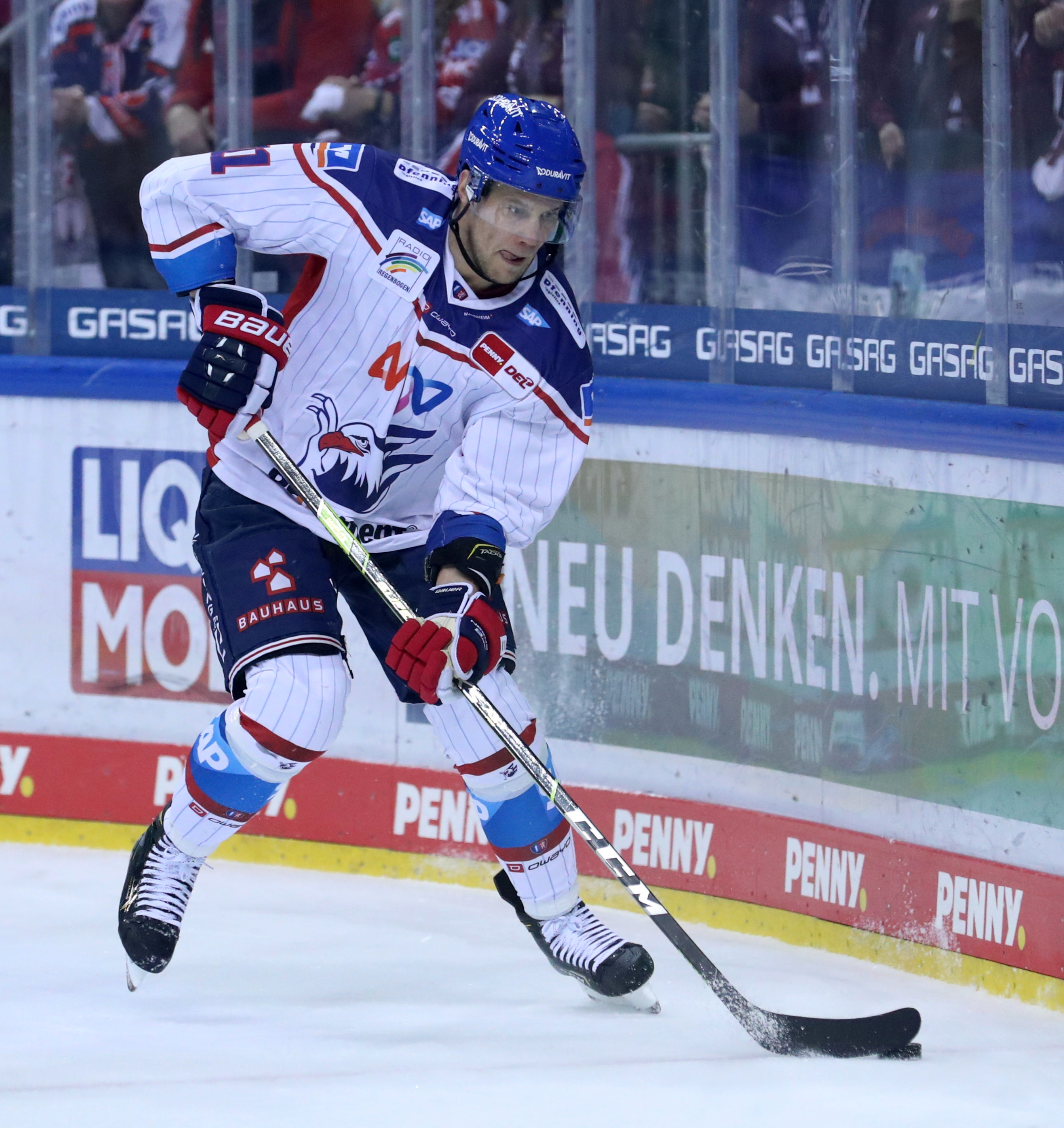
Melart im Trikot der Adler Mannheim (2021)

Stand: Ende der Saison 2021/22

### International
Vertrat Finnland bei:
- U20-Junioren-Weltmeisterschaft 2009
- Weltmeisterschaft 2013

(Legende zur Spielerstatistik: Sp oder GP = absolvierte Spiele; T oder G = erzielte Tore; V oder A = erzielte Assists; Pkt oder Pts = erzielte Scorerpunkte; SM oder PIM = erhaltene Strafminuten; +/− = Plus/Minus-Bilanz; PP = erzielte Überzahltore; SH = erzielte Unterzahltore; GW = erzielte Siegtore; 1 Play-downs/Relegation; Kursiv: Statistik nicht vollständig)